# Modesto Piñeiro Ceballos
Modesto Piñeiro Ceballos (Burgos, 29 de diciembre de 1925-Mompía, 19 de febrero de 2006) fue un político y empresario español. Gran parte de su vida estuvo vinculada a Cantabria.
Se casó con Carmen García-Lago Serdio, con quien tuvo cinco hijos. Uno de ellos, Gonzalo, alcanzaría la alcaldía de Santander, siendo también senador del Partido Popular por Cantabria. Otro de sus hijos, Modesto, es presidente de la Cámara Oficial de Comercio de Santander y Cantabria, al igual que su padre lo fue entre los años 1970 y 1976. También uno de sus hijos alcanzó el título de campeón de España de natación (Jaime Piñeiro Garcia-Lago)
Políticamente, se afilió a Alianza Popular, por la que fue presidente de la Diputación Provincial de Santander, entre los años 1973 y 1977, y posteriormente Diputado en el Congreso entre 1977 y 1979.
Uno de sus logros empresariales más destacados fue la fundación de la compañía Brittany Ferries, gracias a la cual la línea de ferry une Gran Bretaña con Santander desde el año 1978. Al igual que impulsó el Puerto de Santander, haría lo propio con el Aeropuerto de Santander, fomentando su renovación. También fomentó otras tantas operaciones de enriquecimiento para la Provincia de Santander, como la titularidad oficial de la Escuela Náutica, o la compra del Casino de Santander.
| Predecesor: Rafael González Echegaray | Presidente de la Diputación Provincial de Santander 1979-1982 | Sucesor: Leandro Valle |